# McGirt v. Oklahoma

Seal of the United States Supreme Court

Reservatsgebiet der Muskogee in Grün in den Grenzen von 1866. Rot das Gebiet der Seminolen. Das Gebiet der Osage westlich von Tulsa ist nicht verzeichnet.

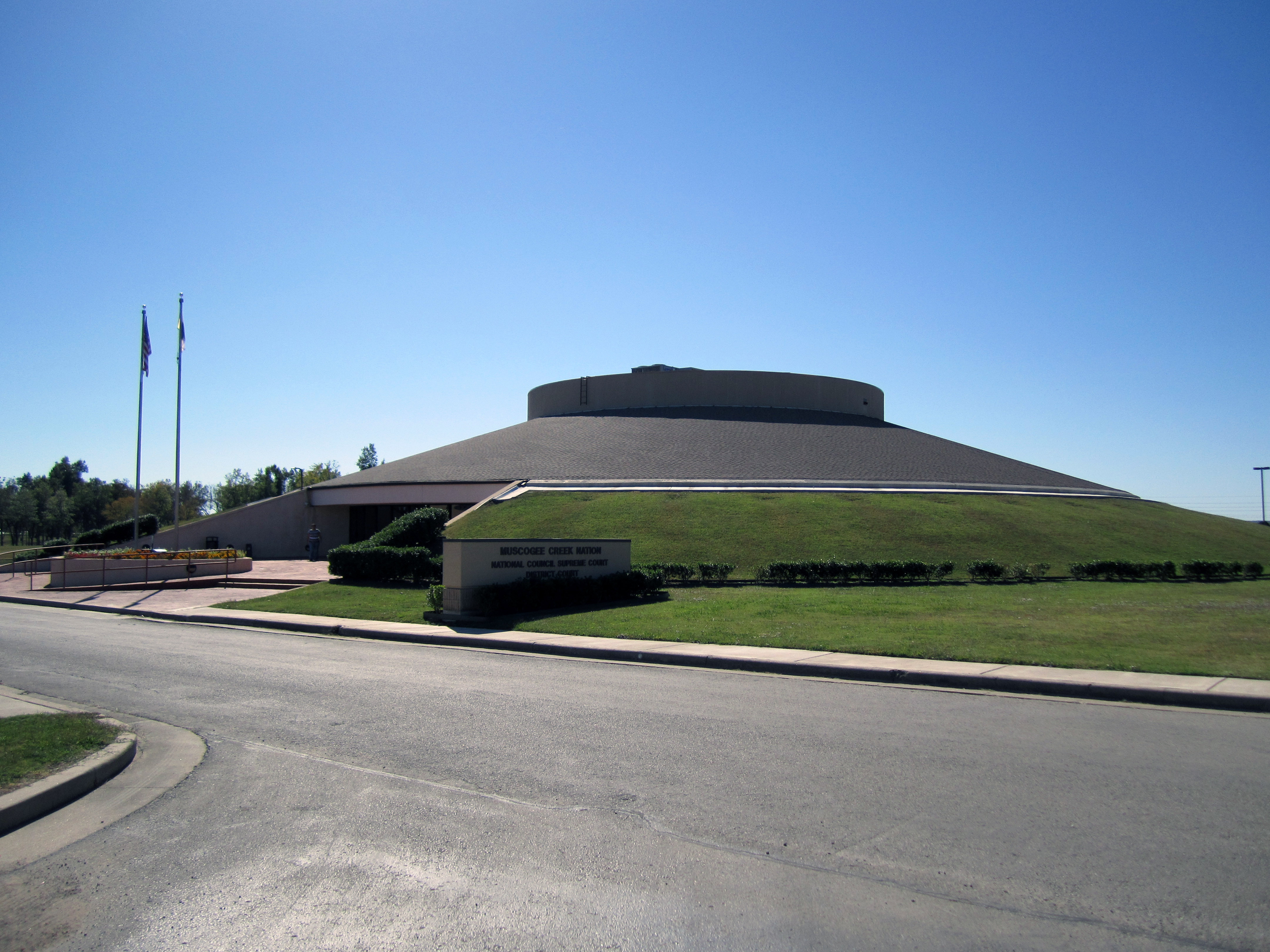
Verwaltungsgebäude des Muskogee-Stammes.

McGirt v. Oklahoma bezeichnet ein Gerichtsverfahren, das vor dem Obersten Gerichtshof der Vereinigten Staaten verhandelt und mit dessen Urteil am 9. Juli 2020 abgeschlossen wurde. Es gilt als eines der weitreichendsten Urteile des Gerichts in den letzten 50 Jahren. Das Gericht entschied, dass das Indianerreservat der Muskogee-Indianer bei der Gründung des Staates Oklahoma nicht legal aufgelöst worden ist, und dass das Reservat in seinen Grenzen von 1866 fortbesteht.
Grundlage für das Gerichtsverfahren bildete das Major Crimes Act aus dem Jahre 1885. Das Gericht entschied, dass Verbrechen, welche auf Reservatsgebiet begangen wurden, von einem Bundesgericht behandelt werden müssen, und nicht von einem Gericht des Staates Oklahoma. Auf dem Urteil baut das Gerichtsurteil Sharp v. Murphy auf, welches am selben Tag entschieden wurde.

## Verfahren
Jimcy McGirt ist ein Stammesmitglied der Seminolen-Indianer. Er wurde vom Obersten Gerichtshof des Staates Oklahoma zu einer lebenslangen Haftstrafe wegen Vergewaltigung an Minderjährigen in drei Fällen verurteilt. Die Verbrechen wurden im Gebiet der ehemaligen Reservation der Creek Indianer, auch Muskogee genannt, begangen. Der Beschuldigte ging in Berufung und argumentierte, dass die Gerichte des Staates Oklahoma für seinen Fall nicht zuständig seien. Er argumentierte mit dem Major Crimes Act aus dem Jahre 1885.

## Konsequenzen
Das Gericht entschied in einer 5-zu-4-Entscheidung, dass der Major Crimes Act auf das Gebiet des Muskogee-Stammes Anwendung findet. Die Stammesregierung des Muskogee-Stammes und deren Reservation seien nach der Gründung des Staates Oklahoma nie aufgelöst worden. Jimcy McGirt hätte von einem Bundesgericht abgeurteilt werden müssen und nicht von einem Gericht des Bundesstaates. Hunderte Urteile müssen neu beurteilt werden, welche die Gerichte des Staates Oklahoma gefällt haben.
In den folgenden Jahren wurde die Rechtsprechung auf weitere Völker und insgesamt 40 % der Landesfläche Oklahomas ausgedehnt. Ein Angehöriger der Choctaw, der 2018 in der Stadt Tulsa auf historischem Muscogee-Territorium eine Geldbuße wegen einer Geschwindigkeitsübertretung bezahlt hatte, klagte 2020. In zweiter Instanz gab ihm im Juni 2023 das Bundesberufungsgericht recht, die Stadt Tulsa hat nach McGirt nicht die Befugnis, auf historischem Indianer-Gebiet gegen Stammesangehörige vorzugehen.